# Imbramowice (gmina)
Imbramowice – dawna gmina wiejska istniejąca w XIX wieku w guberni kieleckiej. Siedzibą władz gminy były Imbramowice.
Za Królestwa Polskiego gmina Imbramowice należała do powiatu olkuskiego w guberni kieleckiej (utworzonej w 1867).
Gmina została zniesiona w 1874 roku, a jej obszar włączono do gminy Jangrot.